# Veljko Birmančević
Veljko Birmančević (Šabac, 5 de marzo de 1998) es un futbolista serbio que juega de centrocampista en el A. C. Sparta Praga de la Liga de Fútbol de la República Checa.

## Selección nacional
Fue internacional sub-18, sub-19 y sub-21 con la selección de fútbol de Serbia, antes de convertirse en internacional absoluto el 25 de enero de 2021 en un partido amistoso frente a la selección de fútbol de la República Dominicana.

### Participaciones en Eurocopas
| Copa          | Sede     | Resultado    | Partidos | Goles |
| ------------- | -------- | ------------ | -------- | ----- |
| Eurocopa 2024 | Alemania | Primera fase | 2        | 0     |

## Clubes
| Club                        | País            | Año       |
| --------------------------- | --------------- | --------- |
| F. K. Partizan              | Serbia          | 2016-2019 |
| F. K. Teleoptik (cedido)    | Serbia          | 2016-2017 |
| F. K. Rad (cedido)          | Serbia          | 2018      |
| F. K. Čukarički (cedido)    | Serbia          | 2018-2019 |
| F. K. Čukarički             | Serbia          | 2019-2021 |
| Malmö FF                    | Suecia          | 2021-2022 |
| Toulouse F. C.              | Francia         | 2022-2024 |
| A. C. Sparta Praga (cedido) | República Checa | 2023-2024 |
| A. C. Sparta Praga          | República Checa | 2024-     |

## Palmarés

### Títulos nacionales
| Título                               | Club               | País            | Año  |
| ------------------------------------ | ------------------ | --------------- | ---- |
| Copa de Serbia                       | F. K. Partizan     | Serbia          | 2016 |
| Allsvenskan                          | Malmö FF           | Suecia          | 2021 |
| Copa de Suecia                       | Malmö FF           | Suecia          | 2022 |
| Copa de Francia                      | Toulouse F. C.     | Francia         | 2023 |
| Liga de Fútbol de la República Checa | A. C. Sparta Praga | República Checa | 2024 |
| Copa de la República Checa           | A. C. Sparta Praga | República Checa | 2024 |